# Long Way Home (SPEED單曲)
《Long Way Home》，是日本女子樂團SPEED的第11張（2000年解散前最後一張）單曲。1999年11月3日發行。
1999年10月，尚處於事業巔峰期的SPEED突然宣布將於2000年3月31日（日本櫻花盛開的日子，寓意新的開始）正式解散，震驚整個樂壇和無數歌迷。《Long Way Home》作為她們解散前最後一張專輯，在11月3日發表，而歌曲風格也轉為SPEED以前未有過的R&B。
儘管有嵐的出道單曲《A·RA·SHI》和宇多田光的《Addicted To You》的圍堵，但單曲在Oricon週榜最高排行依然有第2位；在榜期間銷量為6.13萬張，獲得日本唱片業協會的白金唱片認證。

## 收錄曲目
全作詞、作曲：伊秩弘將；編曲：水島康貴
1. Long Way Home
2. Confusion
3. Long Way Home(Instrumental)
4. Confusion(Instrumental)